# The Day That Never Comes
Singles de Metallica
Some Kind of Monster
(2004) My Apocalypse
(2008)
The Day That Never Comes est le 41e single du groupe de thrash metal américain Metallica et le premier de l'album Death Magnetic. Ce fut le 1er août que les Four Horsemen ont confirmé l'existence de ce single ainsi que son titre. Le site internet Metallica.com a confirmé que The Day That Never Comes sera diffusé sur les radios et sur internet le jeudi 21 août 2008.
Dans une interview avec les créateurs du célèbre jeu vidéo musical Guitar Hero, on apprend que Metallica a donné les droits de ce single à MTV Games, l'éditeur du jeu vidéo, pour que celui-ci figure dans le jeu vidéo avant la sortie de l'album.

## Liste des morceaux
1. The Day That Never Comes

## Style
The Day That Never Comes est décrite comme la chanson la plus lente de Death Magnetic, et qui n'est pas sans rappeler le single One, qui avait gagné un  Grammy Award en 1990 et remporté un certain succès. Comme pour les ballades des précédents albums du groupe, c'est-à-dire One, Fade to Black, Welcome Home (Sanitarium), The Unforgiven, Until It Sleeps et The Unforgiven II, elle est la quatrième chanson de l'album. Le magazine Rock Sound a aussi remarqué certaines similitudes entre les sonorités du single avec celle du célèbre groupe de hard rock irlandais Thin Lizzy. Le morceau commence avec un son clair qui se poursuit jusqu'aux couplets, tandis que le refrain est accompagné de guitares saturées et suivi d'une augmentation de tempo au niveau du pont avec des harmonies de guitares et un long solo de la part de Kirk Hammett. La construction de cette chanson est comparable à celle de One et Fade to Black.

## Thème
Le principal thème de cette chanson est la relation entre les hommes, avec comme enjeu la confiance qu'ils peuvent ou non décider de se porter les uns aux autres. Le clip représente le groupe jouant dans le désert irakien. On peut voir des soldats américains se faire blesser par une bombe. L'un d'eux doit être évacué. L'autre, sans doute marqué par cet événement se prépare pour une nouvelle mission. Il se retrouve dans le désert avec un groupe de G.I., quand une voiture civile apparait immobilisée au milieu d'un chemin. Craignant un traquenard, l'un des soldats intime l'ordre au conducteur de descendre. Celui-ci est en panne et demande de l'aide, mais le G.I. reste sur la défensive. Finalement, la femme du conducteur, restée en retrait dans la voiture, sort et lève les mains vers le G.I. en signe d'apaisement. Celui-ci décide de lui faire confiance et répare, avec l'aide de ses camarades, le moteur. Les civils irakiens s'en vont, les soldats les saluent. Le thème de la confiance est évoqué dans une situation tendue, un jeu mortel où chacun peut perdre la vie si sa confiance est mal placée. Finalement, le G.I. n'aura pas eu tort en choisissant de ne pas se méfier des civils et de les aider.

## Composition du groupe
- James Hetfield – chant, guitare rythmique
- Kirk Hammett – guitare solo
- Robert Trujillo – basse
- Lars Ulrich – batterie
- Rick Rubin – Producteur
- Ted Jensen – Enregistrement
- Greg Fidelman – Mixage
- Thomas Vinterberg – Réalisateur du clip